# Adonisea dorsilutea
Adonisea dorsilutea är en fjärilsart som beskrevs av Walker 1857. Adonisea dorsilutea ingår i släktet Adonisea och familjen nattflyn. Inga underarter finns listade i Catalogue of Life.